# チナーリオ
チナーリオ（伊: Cinaglio）は、イタリア共和国ピエモンテ州アスティ県にある、人口約400人の基礎自治体（コムーネ）。

## 地理

### 位置・広がり

#### 隣接コムーネ
隣接するコムーネは以下の通り。
- アスティ
- カメラーノ・カザスコ
- キウザーノ・ダスティ
- コルタンドーネ
- モナーレ
- セッティメ

#### 地震分類
イタリアの地震リスク階級 (it) では、4 に分類される
。

## 行政

### 分離集落
チナーリオには、以下の分離集落（フラツィオーネ）がある。
- Casero, Madonna, Migliarine, Sorelle, Valancurone, Viavaggio, Montegrosso